# Mörtsjön (Mariefreds socken, Södermanland, 656823-158225)
Mörtsjön är en sjö i Strängnäs kommun i Södermanland och ingår i Norrströms huvudavrinningsområde. Sjön har en area på 0,0491 kvadratkilometer och ligger 49,4 meter över havet.

## Delavrinningsområde
Mörtsjön ingår i det delavrinningsområde (656970-158200) som SMHI kallar för Rinner till Mälaren-Marielundsfj.. Medelhöjden är 41 meter över havet och ytan är 8,76 kvadratkilometer. Det finns inga avrinningsområden uppströms utan avrinningsområdet är högsta punkten. Råcksta å (Bergaån) som avvattnar avrinningsområdet har biflödesordning 2, vilket innebär att vattnet flödar genom totalt 2 vattendrag innan det når havet efter 64 kilometer. Avrinningsområdet består mestadels av skog (80 procent). Avrinningsområdet har 0,08 kvadratkilometer vattenytor vilket ger det en sjöprocent på 0,9 procent.